# Напи (Хийумаа)
На́пи (эст. Napi) — деревня в волости Хийумаа уезда Хийумаа, Эстония. 
До административной реформы местных самоуправлений Эстонии 2017 года входила в состав волости Хийу. До 2013 года была в составе волости Кыргессааре.

## География и описание
Расположена в 12 километрах к юго-западу от уездного и волостного центра — города Кярдла. Высота над уровнем моря —  6 метров.
Климат умеренный. Официальный язык — эстонский. Почтовый индекс — 65022.

## Население
По данным переписи населения 2021 года, в Напи насчитывалось 4 жителя, все — эстонцы.
По данным переписи населения 2011 года, в деревне проживали 8 человек, также все — эстонцы.
Численность населения деревни Напи по данным Департамента статистики:
| Год  | 2000 | 2011 | 2017 | 2018 | 2019 | 2020 | 2021 |
| ---- | ---- | ---- | ---- | ---- | ---- | ---- | ---- |
| Чел. | 11   | ↘ 8  | ↘ 7  | → 7  | ↘ 6  | → 6  | ↘ 4  |

## История
Первое письменное упоминание о Напи относится к 1565 году — Napilla by, в 1725–1726 годах упоминаются Nappa Matz, Nappa Waehe Niggo, в 1798 году — Nappi (хутор).
На военно-топографических картах Российской империи (1846–1863 годы), в состав которой входила Эстляндская губерния, обозначена деревня Напи.
После 1940-х годов Напи была объединена с деревней Лаука, позже опять стала самостоятельной деревней.